# Zakon o prejemkih poslovodnih oseb v gospodarskih družbah v večinski lasti Republike Slovenije in samoupravnih lokalnih skupnosti
Zakon o prejemkih poslovodnih oseb v gospodarskih družbah v večinski lasti Republike Slovenije in samoupravnih lokalnih skupnosti (kratica: ZPPOGD) je zakon, ki je v Republiki Sloveniji v uporabi od 30. marca 2010. Državni zbor Republike Slovenije ga je sprejel 4. marca 2010, v Uradnem listu (št. 21/10, 8/11) pa je bil objavljen 15. marca istega leta. Ker je bil sprejet v mandatu gospodarskega ministra Mateja Lahovnika, je zakon pogosto imenovan kot "Lahovnikov zakon".